# 贝尔·伊博尼
贝尔·伊博尼（公元前702年——公元前700年在位）（英語：Bel-ibni）巴比伦的国王之一。出生于巴比伦的一个贵族家庭，于亚述君主西拿基立的支持下取代麦若达赫·巴拉丹二世获得王位。即位数年即遭亚述国王西拿基立的猜忌而被废黜。由阿淑尔·那丁·舒米继任君位。